# Ziegelstadel (Anzing)
Ziegelstadel ist ein Ortsteil der Gemeinde Anzing im oberbayerischen Landkreis Ebersberg. 

## Lage
Der Weiler Ziegelstadel liegt etwa einen Kilometer westlich von Anzing.

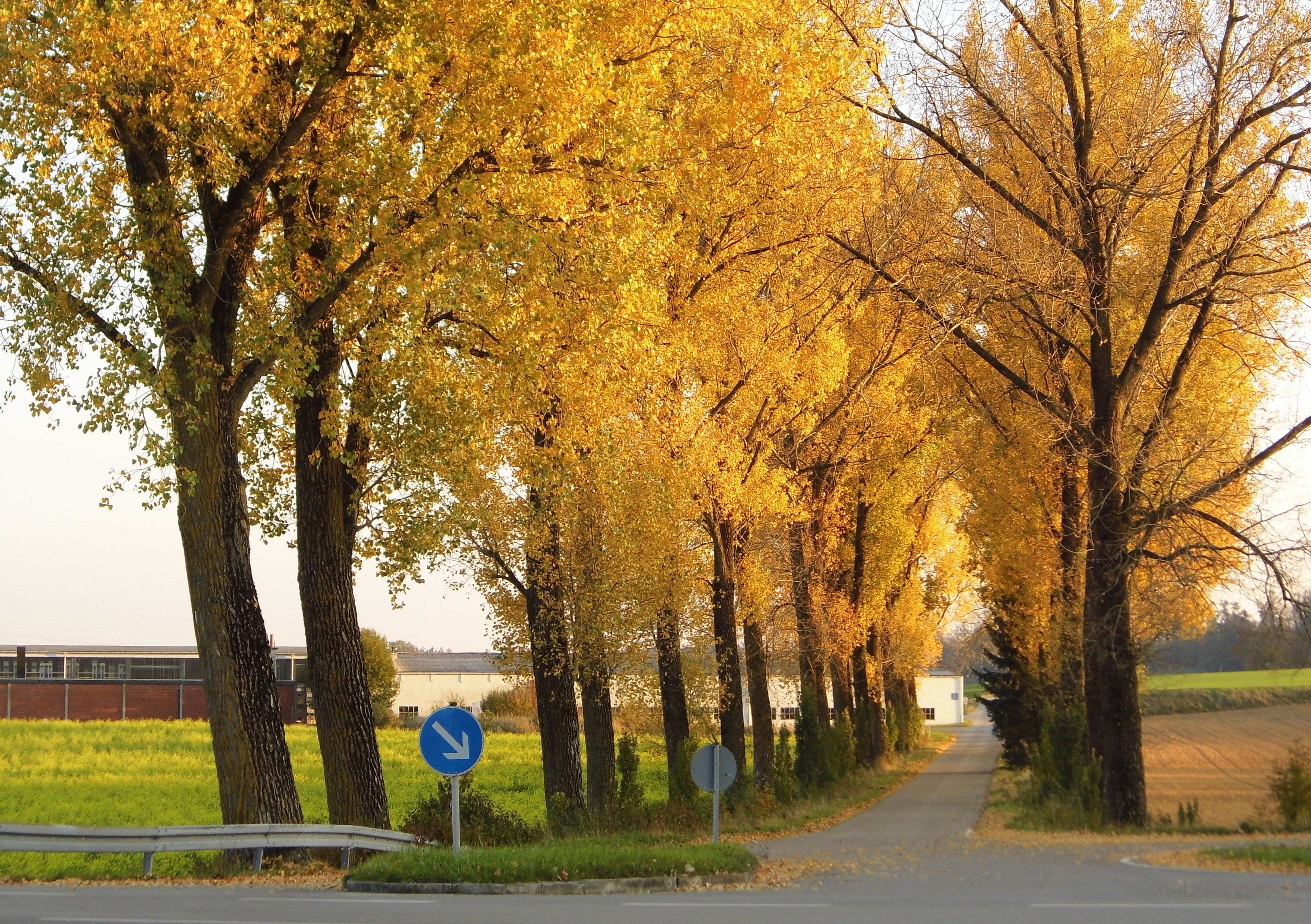
Herbstlich geschmückte Pappelallee am Weg zum Ziegelstadel und Kaisersberg, 22. Okt. 2018. Der Weg zweigt in südlicher Richtung von der ehemaligen B 12 (heute EBE 5) ab